# Världen är fylld av hjärtan som förblöder!
Världen är fylld av hjärtan som förblöder! är en sång med text från 1938 av Miriam Richards. Sången översattes till svenska 1969 av Thorsten Kjäll och är tonsatt av Leonard Edgar Grinsted.

## Publicerad i
- Frälsningsarméns sångbok 1990 som nr 674 under rubriken "Tillsammans i världen".